# 日々移動する腎臓のかたちをした石
『日々移動する腎臓のかたちをした石』（ひびいどうするじんぞうのかたちをしたいし）は、村上春樹の短編小説。村上は『新潮』2005年3月号から6月号まで、「東京奇譚集」と題する連作の短編小説を続けて掲載した。本作品は6月号に発表されたその4作目。

## 英訳
| タイトル | The Kidney-Shaped Stone That Moves Every Day                |
| 翻訳     | ジェイ・ルービン                                            |
| 初出     | 『ザ・ニューヨーカー』2005年9月26日号                       |
| 単行本   | 『Blind Willow, Sleeping Woman』（クノップフ社、2006年7月） |

各国語の翻訳の詳細は「めくらやなぎと眠る女 (短編小説集)#翻訳」および「東京奇譚集#翻訳」を参照のこと。

## あらすじ
淳平は16歳のとき、父親から「男が一生に出会う中で、本当に意味を持つ女は三人しかいない。それより多くもないし、少なくもない」と言われた。以来、淳平は新しい女性と知り合うたびに、この女は自分にとって本当の意味を持つ相手なのだろうかと自問することになった。
淳平は18歳のときに家を離れ、東京の大学に入り、何人かの女性とつきあった。そのうちの一人は彼にとって「本当の意味を持つ」女性だったが、彼女は彼のいちばんの親友と結婚し、今ではもう母親になっている。
若い頃より小説家以外の者になりたいと思ったことのなかった淳平は望みどおり小説家となった。31歳のとき、知人が開いたフレンチ・レストランのオープニング・パーティーで、キリエという名の女性と知り合う。キリエは淳平と同じで、小さい頃からやりたいと思っていたことを職業にしたという。
「すごく大事なことだよ、それは。職業というのは本来は愛の行為であるべきなんだ。便宜的な結婚みたいなものじゃなくて」と彼は言った。
キリエが淳平の前から姿を消したあと、文芸誌の二月号に彼の小説「日々移動する腎臓のかたちをした石」が掲載された。
春の初めの昼下がり、淳平はタクシーに乗っていた。運転手はFM放送の番組をかけていた。女性アナウンサーがキリエらしき人物にインタビューしていることに淳平は気づく。ジェームズ・テイラーの歌う「アップ・オン・ザ・ルーフ」がかかっているあいだに、彼は身を乗り出して運転手に「この人、いったい何をしているの？」と尋ねた。